# Imre Ruszkiczay-Rüdiger
Imre Ruszkiczay-Rüdiger, madžarski general, * 1889, † 1957.